# زانكت غوار
زانكت غوار (بالألمانية: Sankt Goar) هي بلدة ألمانية تقع في ألمانيا في راينلند بالاتينات. يقدر عدد سكانها بـ 4,024 نسمة .

## أعلام
- ويلهلم شتاين